# Gorron
Pour les articles homonymes, voir Gorron (homonymie).
Gorron est une commune française, située dans le département de la Mayenne en région Pays de la Loire, peuplée de 2 475 habitants.
La commune fait partie de la province historique du Maine, et se situe dans le Bas-Maine dans le pays de Passais.

## Géographie
La commune est au nord-ouest du Bas-Maine, traversée par la Colmont, un affluent droit de la Mayenne. Son bourg est à 17 km au nord-est d'Ernée, à 22 km au nord-ouest de Mayenne, à 27 km au sud-ouest de Domfront, à 30 km au sud de Mortain et à 32 km à l'est de Fougères.
La ville est construite sur les dernières assises granitiques du Massif armoricain, au carrefour des marches de la Bretagne et de la Normandie.

### Communes limitrophes
| Saint-Aubin-Fosse-Louvain | Lesbois | Passais Villages (Orne), Couesmes-Vaucé |
| Hercé                     | Gorron  |                                         |
| Colombiers-du-Plessis     |         | Brecé                                   |

### Climat
Pour des articles plus généraux, voir Climat des Pays de la Loire et Climat de la Mayenne.
En 2010, le climat de la commune est de type climat océanique franc, selon une étude du CNRS s'appuyant sur une série de données couvrant la période 1971-2000. En 2020, Météo-France publie une typologie des climats de la France métropolitaine dans laquelle la commune est exposée à un climat océanique et est dans la région climatique  Moyenne vallée de la Loire, caractérisée par une bonne insolation (1 850 h/an) et un été peu pluvieux.
Pour la période 1971-2000, la température annuelle moyenne est de 10,6 °C, avec une amplitude thermique annuelle de 13,5 °C. Le cumul annuel moyen de précipitations est de 893 mm, avec 13,4 jours de précipitations en janvier et 7,8 jours en juillet. Pour la période 1991-2020, la température moyenne annuelle observée sur la station météorologique de Météo-France la plus proche, sur la commune de Saint-Fraimbault à 12 km à vol d'oiseau, est de 11,2 °C et le cumul annuel moyen de précipitations est de 850,1 mm,. Pour l'avenir, les paramètres climatiques de la commune estimés pour 2050 selon différents scénarios d'émission de gaz à effet de serre sont consultables sur un site dédié publié par Météo-France en novembre 2022.

## Urbanisme

### Typologie
Au 1er janvier 2024, Gorron est catégorisée bourg rural, selon la nouvelle grille communale de densité à sept niveaux définie par l'Insee en 2022.
Elle appartient à l'unité urbaine de Gorron, une unité urbaine monocommunale constituant une ville isolée,. Par ailleurs la commune fait partie de l'aire d'attraction de Gorron, dont elle est la commune-centre,. Cette aire, qui regroupe 7 communes, est catégorisée dans les aires de moins de 50 000 habitants,.

### Occupation des sols
L'occupation des sols de la commune, telle qu'elle ressort de la base de données européenne d’occupation biophysique des sols Corine Land Cover (CLC), est marquée par l'importance des territoires agricoles (81,5 % en 2018), en diminution par rapport à 1990 (82,5 %). La répartition détaillée en 2018 est la suivante : 
prairies (35 %), terres arables (29,9 %), zones agricoles hétérogènes (16,6 %), zones urbanisées (16,4 %), zones industrielles ou commerciales et réseaux de communication (2,1 %). L'évolution de l’occupation des sols de la commune et de ses infrastructures peut être observée sur les différentes représentations cartographiques du territoire : la carte de Cassini (XVIIIe siècle), la carte d'état-major (1820-1866) et les cartes ou photos aériennes de l'IGN pour la période actuelle (1950 à aujourd'hui).

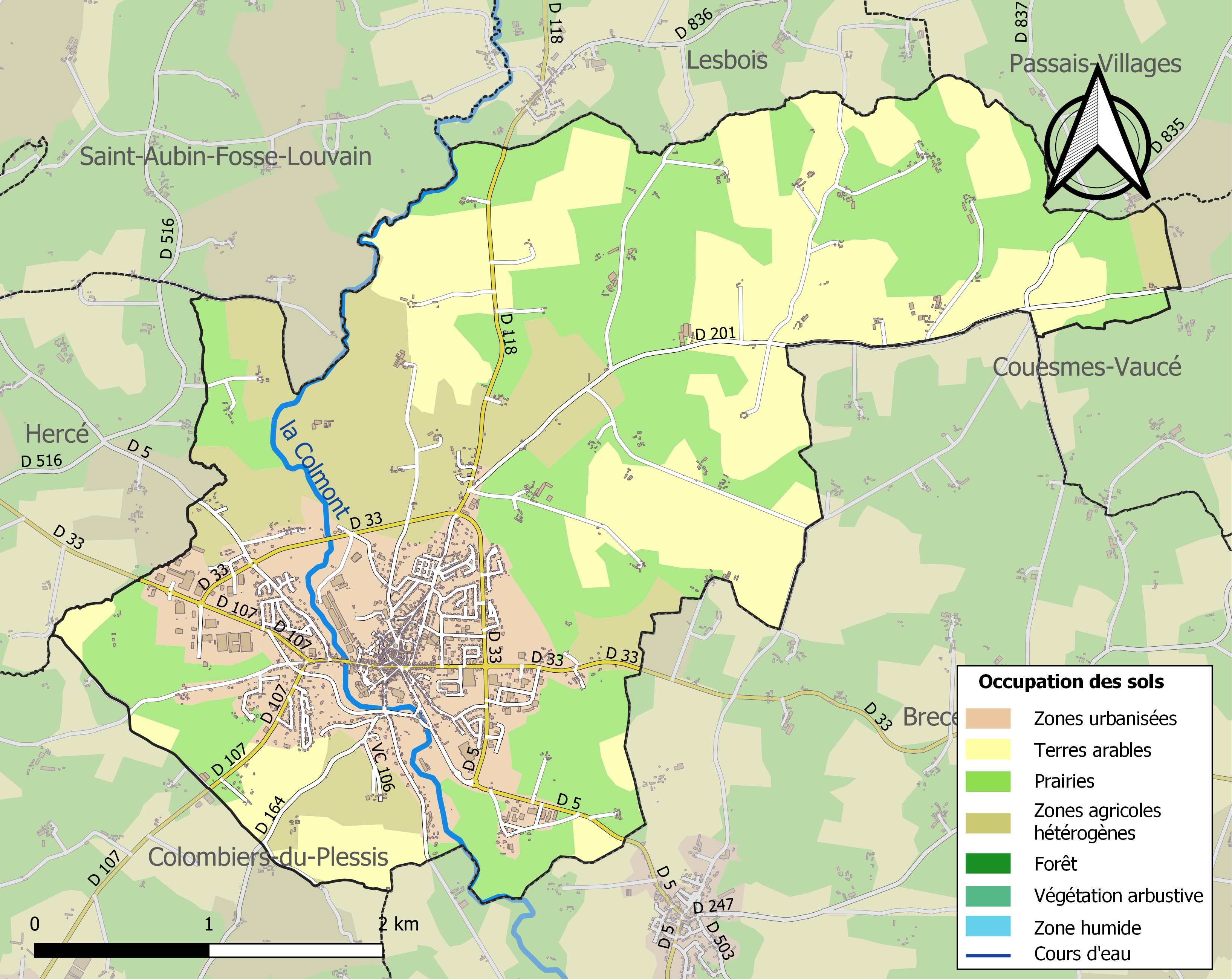
Carte des infrastructures et de l'occupation des sols de la commune en 2018 (CLC).

## Toponymie
Le nom de la localité est attesté sous les formes Gorran en 1154 et 1185, Gorram en 1198 et de Gorren en 1198, Le toponyme peut être issu du manceau gor, « barrage sur une rivière », ou d'un anthroponyme germanique tel que Gurandus.
Le gentilé est Gorronnais.

## Histoire

### Moyen Âge

#### Haut Moyen Âge
Avant l'an 700, ce lieu serait déjà mentionné.

#### Période du duché de Normandie
L’existence de Gorron est attestée dès le XIe siècle.
Vers 1064, la place forte de Gorron est assiégée et prise par Guillaume le Conquérant, duc de Normandie, et représente par la suite un soutien indispensable face au comté de Mortain. Vers 1082, la cure de Gorron est mentionnée sous le nom d’Apud Gorronum, et à cette date, le demi-frère de Guillaume le Conquérant, Robert de Mortain, comte de Mortain, et sa femme Mathilde, donnent « la moitié de l'église, des péages et des cans, du four et du moulin de Gorron » pour la fondation d'une prébende de leur chapitre de Mortain.
Gorron retourne ensuite rapidement sous la dépendance des seigneurs de Mayenne.

#### Période de l'Empire Plantagenêt
Vers la fin du XIe siècle, les seigneurs de Mayenne réussissent à récupérer la forteresse de Gorron.
En 1119, le château de Gorron tout juste récupéré par le lignage de Mayenne, est racheté par Henri Ier Beauclerc, en échange de biens en Angleterre.
En 1135, les seigneurs de Mayenne accordent leur soutien à l’invasion de la Normandie par Geoffroy Plantagenet, comte d'Anjou, qui restitue en contrepartie Gorron à Juhel II de Mayenne. En 1162, Henri II, roi d'Angleterre, revendique la paroisse, et Juhel III de Mayenne doit alors céder à ses prétentions. En 1171, la ville reçoit la visite de ce souverain qui vient rencontrer les légats du pape et échanger des baisers de paix dans son château de Gorron.

#### Intégration au domaine royal
Gorron passe par suite de partages et d'alliances, à la famille de Vendôme (vers 1272) puis à la famille du Merle par suite du mariage vers 1380 de Marguerite de Vendôme avec Jean du Merle, baron de Messei.
La suite des seigneurs est donnée par l'abbé Angot (Dictionnaire de Mayenne, t. II, chez Auguste Goupil, à Laval, 1901, en ligne sur le site des Archives de la Mayenne). Qualifiée de châtellenie en 1403, la seigneurie de Gorron fut titrée baronnie en 1528. Mais à cette époque, la forteresse avait déjà subi les ravages des guerres anglaises, l'aveu de 1403 ne mentionnant plus que "la place d'un chastel ou manolr ancien, la place d'un autre hébergement assis en ville ; le grand et le petit estang ; deux moulins à bled, un moulin à drap… En 1490, la guerre de Bretagne occasionna à nouveau des troubles et des pillages dans la petite ville. Faute du paiement d'une imposition de 600 livres, les Huguenots de Domfront vinrent l'incendier en 1574. Puis en 1592, des bandes anglaises, sans doute sous la commande de Robert Devereux, en soutien de Henri IV contre Charles de Mayenne signèrent leur passage par de nouvelles dévastations,.
Dans les vieux dictionnaires, on peut noter que Gorron était associée à la fabrication des andouilles et des sabots. Vers 1403, on y aurait trouvé des fabriques de sabots, de tissus et de coton et des tanneries d'où ont découlé les industries liées à la chaussure, ces industries qui ont fait la notoriété de cette région. Au cours des siècles, elles se sont transformées en petites industries métallurgiques, en industries du bois, des meubles et des plastiques. Gorron fut également un centre d'exploitation de granite : bon nombre de vieilles maisons ont été construites avec le granite de Gorron.

### Époque contemporaine
Le 3 septembre 1789, Gorron créa une milice bourgeoise chargée du maintien de l'ordre. Cette milice dut réprimer les émeutes qui se reproduisaient journellement aux halles, un lieu où la municipalité défendit d'entrer avec les « bâtons de meslier » restés célèbres aux marchés du mercredi.

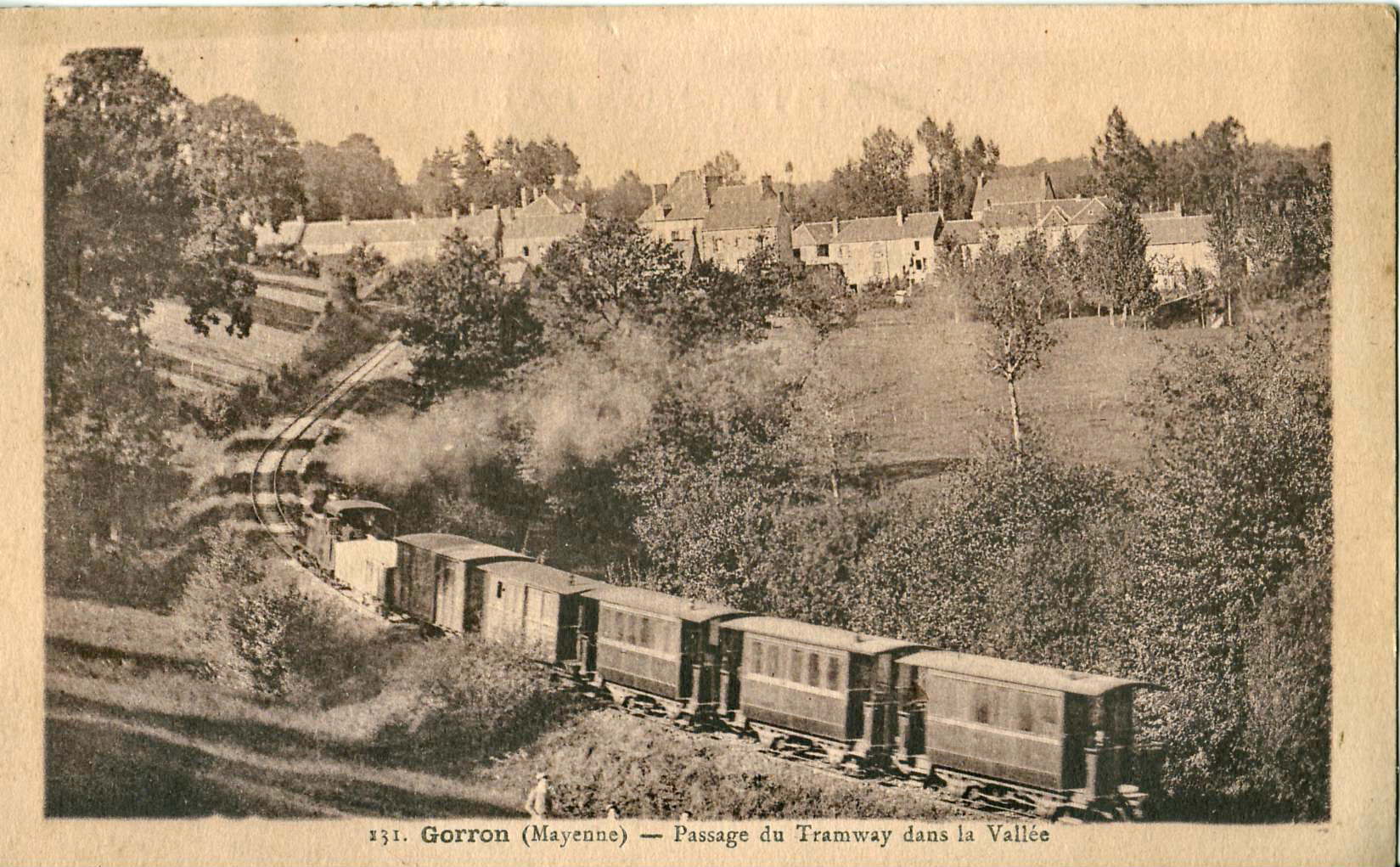
Un train dans la vallée vers Gorron au début du XXe siècle.

Cette période tourmentée connaît de nombreuses incursions des Chouans. De juillet 1795 à juillet 1797, on signale de nombreuses escarmouches entre la garnison de Gorron et les Chouans de Louis de Frotté. Le 26 septembre 1797, 3 000 Chouans menacèrent d'attaquer la commune qui ne comptait alors que 50 militaires, 100 hommes de la colonne mobile et 200 gardes nationaux. Elle eut à supporter une attaque beaucoup plus sérieuse et plus violente le 11 novembre. Ce jour-là, 700 hommes la menacèrent de sept à huit heures du matin.
En 1886, on créa un syndicat du hannetonnage qui détruisit, pendant la campagne du 9 mai au 12 juin 1887, 75 000 kilos de hannetons…
Le bourg fut desservi, de 1901 à 1947, par la ligne de chemin de fer secondaire à voie métrique des Chemins de fer départementaux de la Mayenne reliant Landivy à Mayenne. La ligne de Mayenne à Landivy fut ouverte sur la section comprise entre Landivy et Mayenne-Saint-Baudelle via Gorron le 22 août 1901. La section entre Mayenne-Saint-Baudelle et Mayenne-Échange ne fut ouverte que le 1er avril 1903. La section Landivy - Gorron ferma avant la Seconde Guerre mondiale. Le viaduc de Mayenne situé sur la section de Mayenne-Saint-Baudelle à Mayenne-Échange fut bombardé en 1944. En 1947, la section de Gorron à Mayenne-Saint-Baudelle ferma, marquant la fin des chemins de fer secondaires à voie métrique en Mayenne.
En 1902, la gare de Gorron avait accueilli 22 022 voyageurs.

## Héraldique
| Blason de Gorron | Blason  | D'argent aux trois têtes de loup de sable. |
| Blason de Gorron | Détails |                                            |

## Politique et administration

### Administration municipale
Le conseil municipal est composé de vingt-trois membres dont le maire et quatre adjoints.

## Population et société

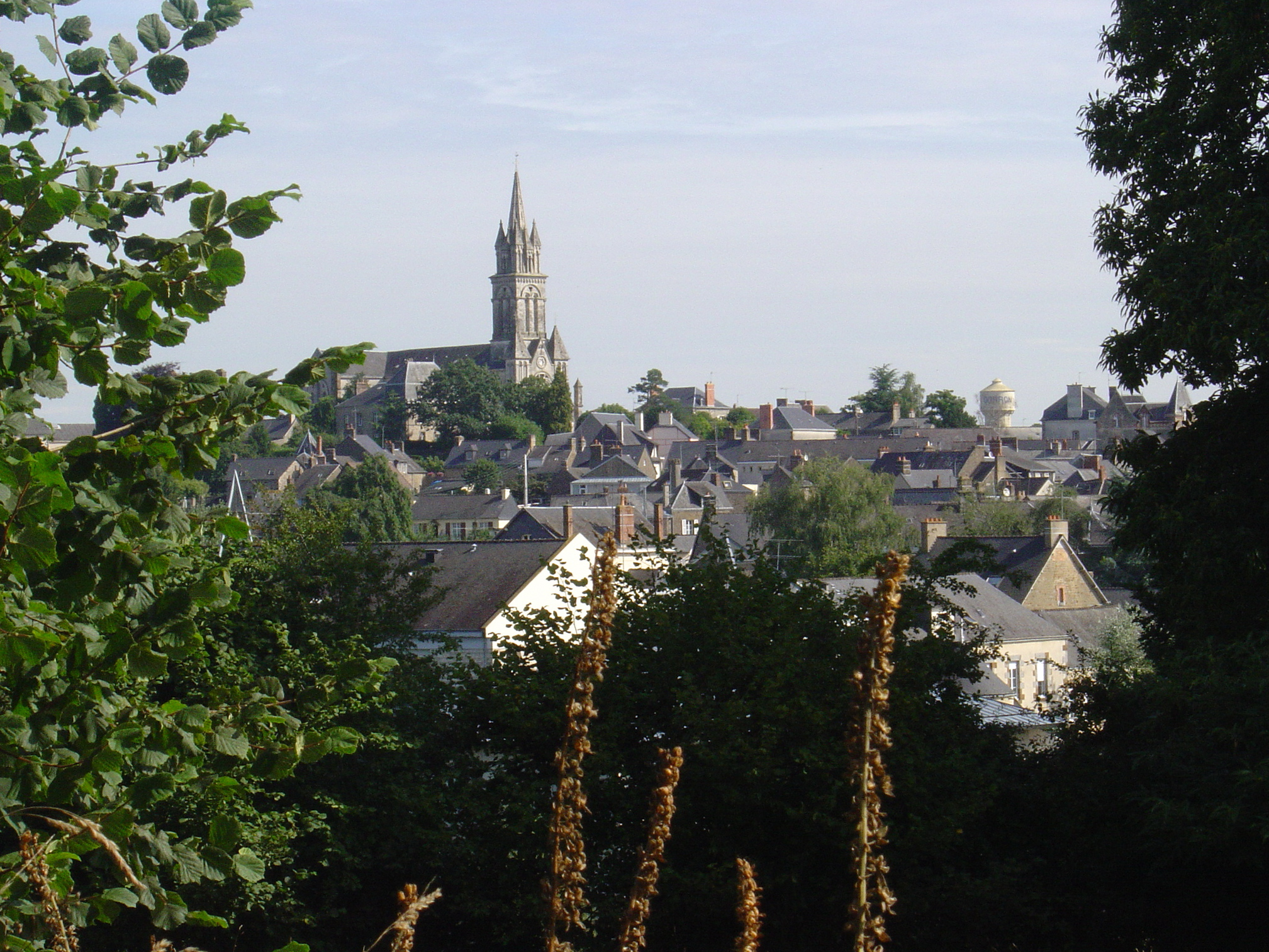
Gorron, ville mayennaise au carrefour des marches de la Bretagne et de la Normandie.

### Démographie
L'évolution du nombre d'habitants est connue à travers les recensements de la population effectués dans la commune depuis 1793. Pour les communes de moins de 10 000 habitants, une enquête de recensement portant sur toute la population est réalisée tous les cinq ans, les populations de référence des années intermédiaires étant quant à elles estimées par interpolation ou extrapolation. Pour la commune, le premier recensement exhaustif entrant dans le cadre du nouveau dispositif a été réalisé en 2007.
En 2022, la commune comptait 2 475 habitants, en évolution de −4,51 % par rapport à 2016 (Mayenne : −0,73 %, France hors Mayotte : +2,11 %).
| 1793  | 1800  | 1806  | 1821  | 1831  | 1836  | 1841  | 1846  | 1851  |
| ----- | ----- | ----- | ----- | ----- | ----- | ----- | ----- | ----- |
| 2 022 | 1 880 | 2 190 | 2 110 | 2 228 | 2 437 | 2 351 | 2 356 | 2 430 |

| 1856  | 1861  | 1866  | 1872  | 1876  | 1881  | 1886  | 1891  | 1896  |
| ----- | ----- | ----- | ----- | ----- | ----- | ----- | ----- | ----- |
| 2 621 | 2 687 | 2 689 | 2 669 | 2 787 | 2 856 | 2 781 | 2 730 | 2 557 |

| 1901  | 1906  | 1911  | 1921  | 1926  | 1931  | 1936  | 1946  | 1954  |
| ----- | ----- | ----- | ----- | ----- | ----- | ----- | ----- | ----- |
| 2 551 | 2 381 | 2 377 | 2 061 | 2 253 | 2 384 | 2 232 | 2 321 | 2 207 |

| 1962  | 1968  | 1975  | 1982  | 1990  | 1999  | 2006  | 2007  | 2012  |
| ----- | ----- | ----- | ----- | ----- | ----- | ----- | ----- | ----- |
| 2 321 | 2 400 | 2 511 | 2 825 | 2 837 | 2 894 | 2 759 | 2 744 | 2 702 |

| 2017  | 2022  | - | - | - | - | - | - | - |
| ----- | ----- | - | - | - | - | - | - | - |
| 2 560 | 2 475 | - | - | - | - | - | - | - |

## Économie
- depuis 1963, usine de fabrication de cuves pour la laiterie SERAP Industries (groupe de 500 p. dont 280 au siège à Gorron).
- Les Gorronnaises, fabrication artisanale de produits charcutiers.
- My Pie, usine de conception de snacking pour une distribution en points chauds.
- Easy Barf, usine de fabrication d'aliments crus pour chiens et chats.
- TME, spécialiste de la fabrication de cartes électroniques.
- Orela, spécialisée dans le domaine de la ventilation et de la plasturgie.
- Maine Ateliers, entreprise adaptée dans les domaines du textile, entretien d'espaces verts, sestion des déchets DEEE, nettoyage de locaux, conditionnement, câblage.

## Lieux et monuments

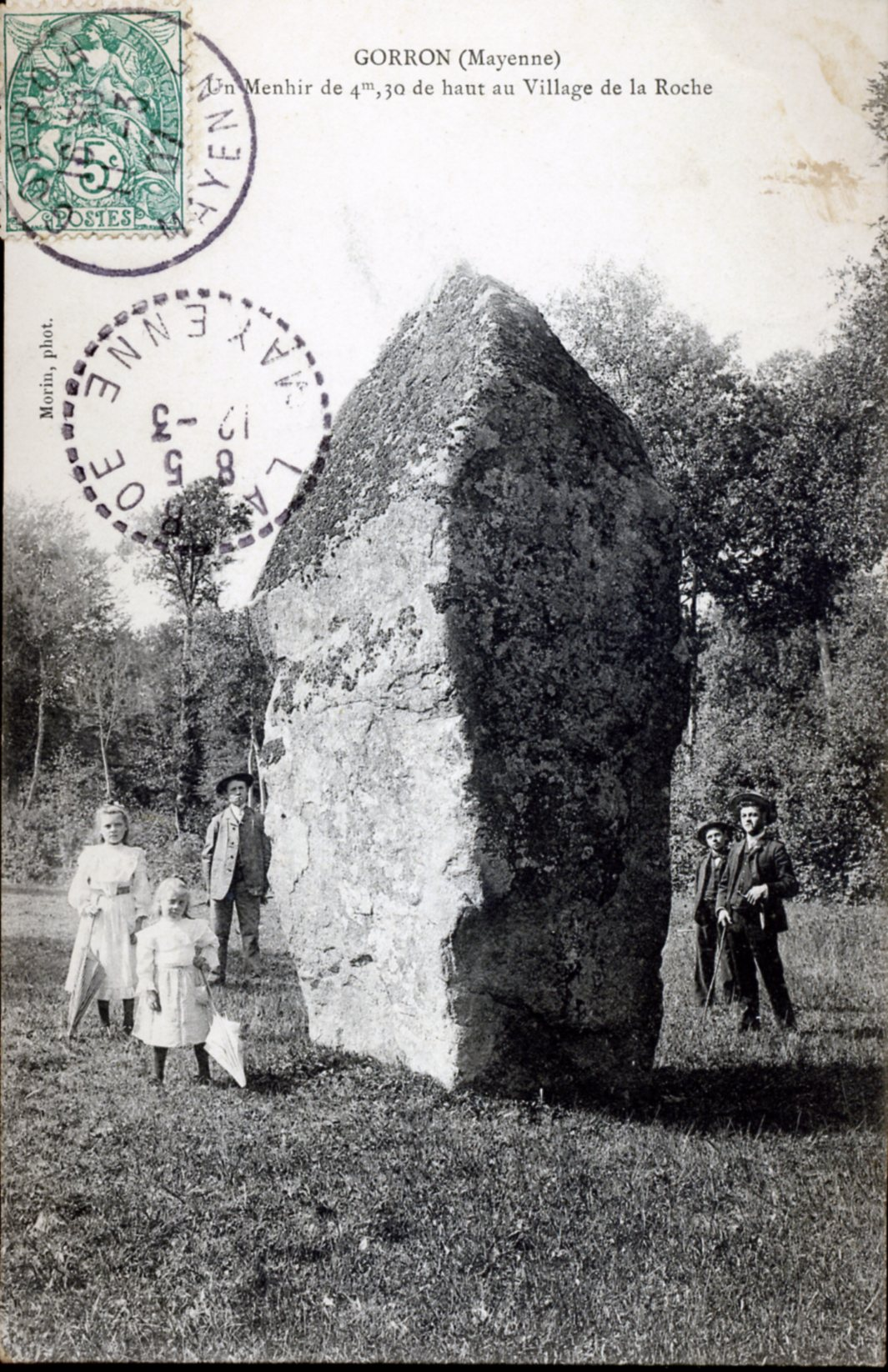
Menhir de la Roche, Gorron ; photographie de 1907

- Église sous le vocable de saint Martin, vit sa reconstruction de 1868 à 1874, sur les plans de monsieur Théberge, architecte à Avranches. Par la suite, les plans subirent une modification ; sur un devis de 165 000 francs, 106 900 F furent souscrits dans la commune.
- Fontaine (passage des Prés).
- Hôtel de ville.
- Chapelle Notre-Dame-du-Bignon.
- Chapelle Saint-Étienne.
- Menhir de la Roche, classé au titre des Monuments historiques depuis le 15 mars 1978[41].
- Ancien château du Bois-Brault, qui était situé dans la paroisse de Lesbois, mais est désormais sur le territoire de la commune de Gorron.

## Activité et manifestations

### Sports
Un hippodrome — qui n'existe plus de nos jours — y fut fondé en 1875. Gorron a été la première commune de la Mayenne à posséder une piscine en 1914.
Complexe sportif Maurice-Dufour (salles de tennis, courts de tennis extérieurs, stades de foot, piste d'athlétisme, pistes de padel, terrain de foot 5).
Salle omnisports (dojo, escalade, gymnase, salle de tennis de table, salle de gymnastique, salle de musculation).
Piscine couverte.
Parc de loisirs de la Colmont (parcours en hauteur, laser game, paintball, swin golf...)
Practice de Golf.
Boulodrome du Pavé

### Jumelages
- Schwaikheim (Allemagne) depuis 1989.
- Hayling Island (Royaume-Uni) depuis 2000.

## Personnalités liées à la commune
- Nicolas de Gorron (ou Gorran, ou Gorrain, mort en 1295), religieux dominicain.
- Foulques du Merle, maréchal de France, de la famille des seigneurs de Gorron.
- Pierre Seigneur (né avant 1668 à Gorron), universitaire, procureur de la Nation de France.
- Jean-Jacques Garnier (1729 à Gorron-1805), historien, historiographe.
- Auguste Arsène Bougrain-Dubourg (né en 1843 à Gorron - 1903), banquier.
- Constant Prodhomme (né en 1849 à Gorron - 1920), évêque catholique.
- Gaëtan Rondeau (1873 à Gorron-1971), homme politique.
- Philippe Redon (né en 1950 à Gorron - 2020), footballeur puis entraineur.
- Michel Cougé (né en 1954 à Gorron), footballeur.
- Pierre Rochcongar (1947 à Gorron - 2016), médecin du sport